# Conus alveatus
Conus alveatus é uma espécie de gastrópode do gênero Conus, pertencente a família Conidae.